# Блок Леоніда Черновецького
«Блок Леоні́да Чернове́цького» — виборчий блок, створений для участі у виборах до Київської міської та районних рад у 2006 році. 
За результатами виборів до міської ради 2006 року, блок отримав 12,93% голосів виборців (друге місце). Блок отримав представництво у всіх десяти районних радах міста, а його лідера, Леоніда Черновецького, було обрано міським головою Києва. За результатами дотермінових виборів до міськради, що відбулись у 2008 році, блок отримав найбільшу кількість голосів — 350 680 або 30,45%. Леоніда Черновецького також було переобрано на посаду міського голови. 
Припинала своє існування шляхом саморозпуску депутатів у вересня 2011. Усі депутати, які входили до фракції Блоку Черновецького, стали позафракційними.